# 小行星8434
小行星8434（8434 Columbianus）是一颗绕太阳运转的小行星，为主小行星带小行星。该小行星于1960年9月24日发现。

## 轨道参数
小行星8434的轨道半长轴为2.9717299 UA，离心率为0.249。